# Hela (personaggio)
Hela è un personaggio dei fumetti statunitensi creato da Stan Lee (testi) e Jack Kirby (disegni), pubblicato dalla Marvel Comics. La sua prima apparizione avviene in Journey into Mystery (Vol. 1) n. 102 (marzo 1964).
Ispirata all'omonima dea della mitologia norrena, Hela è la sovrana dei regni di Hel e Niflheim, ove sono destinate le anime di coloro che non sono degni di entrare nel Valhalla; ciò fa di lei la "Dea della Morte" (Goddess of Death) asgardiana. Nemica ricorrente di Thor, Hela è stata presentata sin dalla sua prima apparizione come figlia di Loki sebbene esistesse già da diversi millenni prima della nascita di quest'ultimo, per spiegare tale paradosso le sue origini sono state rinarrate tramite varie retcon, rendendola uno dei personaggi più ucronici dell'Universo Marvel.

## Biografia del personaggio

### Origini
Le storie sul conto di Hela la vorrebbero figlia dei giganti di ghiaccio Loki (non la versione "classica" di Terra-616) e Angerboda nata dalla creazione della sua essenza da parte di Bor infusa nella Gemma nera e poi trasferita in una bambina; tuttavia la verità sulle sue origini è molto più complicata: a un certo punto della sua vita, la stessa "Dea della Morte" si è creata un'ancella bambina infondendovi parte della propria anima, Leah, divenuta in seguito migliore amica, compagna di avventure e primo amore di Loki (rinato come dodicenne). Nel momento in cui Leah si sacrifica per guarire una ferita della sua signora, il giovane Loki la "ricrea" usando la magia ma, nel momento in cui è costretto a cancellare la propria coscienza cedendo il controllo alla sua controparte malvagia per impedire a Mefisto di conquistare il mondo, per non farla soffrire, Loki chiede a Hela di mandare Leah indietro nel tempo, senza però dare alcuna spiegazione di tale richiesta all'interessata.
Leah viene per tanto catapultata in un'epoca di poco successiva alla nascita dei Nove Mondi dove, incattivita e piena di rancore, una volta divenuta adulta, capisce di essere lei stessa Hela venendo nominata da Odino sovrana del regno dei morti senza onore né disonore (Hel) e del regno dei morti senza onore (Niflheim), mentre il regno dei morti con onore (Valhalla) è una sezione connessa ma separata di Asgard.

### Regina dei morti
Spietata e assetata di potere, Hela tenta ripetutamente di espandere il suo dominio ad altre regioni infernali o alla stessa Asgard affrontando più volte Odino e suo figlio Thor, tuttavia dimostra occasionali slanci di compassione: all'epoca del suo primo incontro con Thor, quando questi si offre di consegnarle la sua anima in cambio della libertà di Lady Sif (catturata poco prima) Hela, colpita dal gesto, lascia liberi entrambi.
Dopo che Thor ha la peggio in uno scontro con il Demolitore, Hela raggiunge il suo corpo esanime per reclamarne l'anima ma questi riesce a riprendersi, dunque la sovrana di Hel tenta di impossessarsi dell'anima di Sif ma, anche in tale occasione, Thor le si oppone. Successivamente ruba un frammento dell'anima di Odino mentre questi è addormentato e si serve di Infinità nel tentativo di assumere il controllo di Asgard riuscendo perfino ad uccidere Thor, sebbene egli venga poi resuscitato da un suo servitore portando alla sconfitta della Dea della Morte e alla sua esecuzione per mano di Odino, sebbene poco dopo Thor lo convinca a resuscitarla in quanto indispensabile per mantenere gli equilibri universali. Furiosa, Hela uccide Thor per poi resuscitarlo non appena Sif si offre di morire al posto suo.
Nel momento in cui Odino viene ucciso da Mangog Hela affronta Pluto per aggiudicarsi il diritto di prendere l'anima del "Padre degli Dei", arrivando infine a riportarlo in vita pur di impedire all'avversario di vincere. Dopo aver affrontato nuovamente Thor e Odino, Hela collabora con Loki per uccidere Balder e dare inizio a Ragnarǫk, ma i loro propositi falliscono. Brevemente alleatasi coi Difensori per respingere un'invasione nemica nel suo regno, Hela si allea nuovamente con Loki e Tyr nel tentativo di conquistare Asgard ma riporta un'altra sconfitta e stringe dunque un'alleanza con le altre divinità infernali al fine di unificare i loro regni e accrescere il loro potere, sebbene tale rito li porti a venire tutti inglobati da un mostro mangia-divinità e liberati solo dopo che Thor lo sconfigge. Stretta un'altra infruttuosa alleanza con Malekith e tentato nuovamente di uccidere Odino, Hela intrappola Thor e i Tre guerrieri nell'illusione di un luogo paradisiaco tentando di soggiogarli affinché la seguano fin nel suo regno ma, Thor riesce a scoprirla sconfiggendola ed umiliandola pesantemente.
La regina dei morti tenta successivamente di impossessarsi dell'anima di Wolverine venendo fermata da Danielle Moonstar, contemporaneamente Thor, Balder e Skurge l'Esecutore invadono Hel dopo aver scoperto un progetto portato avanti segretamente dalla "Dea della Morte": costruire un'immensa nave imbarcandovi il suo esercito di non-morti per invadere i Nove Mondi; grazie al sacrificio di Skurge i tre riescono a distruggere la suddetta nave ma Hela, furibonda, maledice Thor rendendo le sue ossa fragilissime e sospendendolo in uno stato di perenne agonia negandogli la possibilità di morire, ma si trova comunque costretta a rimuovere tale incantesimo per far sì che Thor possa impedire al Distruttore di radere al suolo il suo regno. Tempo dopo, approfittando del "Sonno di Odino" (Odinsleep), Hela lancia un incantesimo sulle valchirie trasformandole in schiave ai suoi ordini e mandandole contro i nani per invadere le loro terre dando inizio a una guerra che la vede infine sconfitta grazie anche all'intervento dei Nuovi Mutanti.

### Rinascita

Thor e Hela, disegni di John Romita Jr.

Deceduta durante Ragnarök come tutti gli dei del pantheon, Hela viene in seguito resuscitata da Thor, sebbene solo a causa delle macchinazioni di Loki. Privata del suo regno, si stabilisce a Las Vegas iniziando a mietere le anime di coloro che vi transitano e divenendo un'importante alleata di Loki per le sue macchinazioni contro il fratello adottivo, ripristinando nel frattempo i contatti con Mefisto, Cuore Nero, Satannish e Dormammu, coi quali si consulta nel momento in cui Magik resuscita mettendosi alla ricerca della Spada dell'anima e dell'amuleto di Ulysses Bloodstone, cosa che provoca un disturbo nella struttura della realtà. Qualche tempo dopo Dani Moonstar, depotenziata a seguito dell'M-Day, si reca da lei suggellando un patto di obbedienza nei suoi confronti in cambio di nuovi poteri da valchiria, mentre il Principe Lupo asgardiano Hrimhari la invoca cedendole la sua anima in cambio della salvezza della sua compagna Wolfsbane e del figlio che essa porta in grembo; proposta cui Hela acconsente.
In seguito agli eventi dell'Assedio di Asgard, grazie all'aiuto di Loki, Hela stipula un accordo con Mefisto tornando in possesso del suo regno e del monopolio sulle anime degli asgardiani morti senza onore; nonostante ciò continua a mantenere saldo anche il suo dominio su Las Vegas, almeno finché non viene scoperta e cacciata da Jamie Madrox e X-Factor dopodiché, per vendicarsi, tenta di rapire Tier, il figlio neonato di Wolfsbane e Hrimhari, ma viene affrontata e messa in fuga.
Hela si impossessa in seguito della spada Crepuscolo di Surtur lanciando un assalto a tutti i Nove Mondi, ma viene fermata da Thor, Capitan America e Iron Man, che in tale occasione riscoprono la loro vecchia amicizia riuscendo nuovamente a collaborare insieme dopo essere rimasti idealisticamente divisi per tanto tempo.
Dopo essersi temporaneamente alleata con gli altri signori infernali per sconfiggere Amatsu-Mikaboshi, durante il periodo della paura Hela collabora con Mefisto per sconfiggere il Serpente grazie alle mediazioni del giovane Loki reincarnato cui, per dimostrare la sua gratitudine, Hela cede successivamente i servigi della sua ancella bambina Leah; così facendo mette in moto gli eventi che portano alle sue stesse origini in quanto successivamente la piccola si sacrifica per rigenerare un'amputazione subita in battaglia dalla sua signora, viene ricreata attraverso la magia del Loki bambino e successivamente inviata nel passato.
Quando le divinità infernali decidono di eleggere uno di loro "Supremo Signore degli Inferi" qualora riesca a uccidere Tier, Hela prende parte alla competizione dando luogo a una vera e propria guerra con X-Factor e gli altri sovrani degli inferi nel corso della quale Pluto viene apparentemente ucciso e la vittoria va infine a Forzuto.
Tempo dopo, Hela viene detronizzata da Angela la quale, in seguito alla liberazione della sua amata Sera e altri angeli dal regno di Hel, abdica.

## Poteri e abilità
Dato il legame col suo creatore, Loki, Hela è tecnicamente una Gigantessa di Ghiaccio come lui e (eccetto la criocinesi e l'immunità a ipotermia o congelamento) possiede i poteri comuni a tutti gli esponenti della specie ovvero forza, resistenza, velocità, agilità e riflessi sovrumani dimostrandosi, almeno sul piano fisico, molto più forte della media degli asgardiani. La sua longevità è quasi illimitata e, raggiunta la maturità, il suo invecchiamento si è praticamente cristallizzato, inoltre non può morire poiché, in qualità di divinità infernale indissolubilmente legata alla Morte, se la sua presenza nell'universo venisse meno, gli equilibri dello stesso risulterebbero compromessi. Oltre a tutto ciò Hela è una superba combattente corpo a corpo e all'arma bianca sebbene raramente sfoggi tali abilità e preferisca invece servirsi delle sue naturali doti di manipolatrice e tentatrice per impadronirsi delle anime dei suoi avversari.
Hela è dotata di immensi poteri magici, grazie ai quali è in grado di proiettare la sua forma astrale, levitare, creare illusioni, emettere energia o perfino far viaggiare nel tempo sé stessa e altri. In qualità di loro sovrana, Hela ha il completo controllo sui morti dei regni di Hel e Niflheim che può richiamare a sé in forma di esercito, il suo controllo pressoché totale sulla vita e sulla morte le consente inoltre di far invecchiare rapidamente e uccidere chiunque con un semplice tocco.
La cappa verde che indossa incrementa ulteriormente i suoi poteri oscuri permettendole di teletrasportarsi ovunque nei Nove Mondi senza alcun limite nonché di comunicare telepaticamente; apparentemente, se non indossasse tale indumento la metà sinistra del suo corpo apparirebbe cadaverica e in putrefazione, rendendola incapace di muoversi e tanto indebolita da risultare indifesa e più vulnerabile perfino di un comune mortale, sebbene indossando nuovamente la cappa tornerebbe a essere bella, sana e in forze. In alcune occasioni inoltre, Hela è stata mostrata senza l'indumento magico, se non completamente nuda, ma col lato sinistro del corpo inalterato, indicando che probabilmente le basti toccare la cappa o averla in immediata prossimità per rimanere sana.
In battaglia, Hela brandisce la "Spada della Notte" (Nightsword). L'unico in grado di superarla in potenza sembra essere Mefisto, a cui ha chiesto aiuto più volte, sebbene lo detesti e lo tema.

## Altre versioni

### 2099
Nel futuro di Marvel 2099, gli asgardiani hanno cessato di esistere ma intorno a loro si è creato un culto tanto vasto da spingere la società senza scrupoli nota come Alchemax a creare un programma di realtà virtuale chiamato Valhalla. Connessasi a tale programma Tiana Sikoski, assistente e interesse sentimentale di Ravage 2099, si trasforma in Hela.

## Altri media

### Cinema

#### Animazione
Hela appare nel film d'animazione Hulk Vs. Thor e Wolverine, uscito direttamente per il mercato direct-to-video.

#### Marvel Cinematic Universe

Hela interpretata da Cate Blanchett nel film Thor: Ragnarok.

Hela, interpretata da Cate Blanchett, appare come antagonista principale nel film del Marvel Cinematic Universe Thor: Ragnarok (2017). Nella versione cinematografica è la figlia primogenita rinnegata di Odino (e quindi sorellastra di Thor e sorellastra adottiva di Loki, nonché prima portatrice di Mjolnir) che aveva affiancato durante la conquista dei Nove Regni, salvo poi essere bandita dal padre a causa della sua assurda e malvagia ambizione. Al suo comando vi è l'antico esercito asgardiano capeggiato dal gigantesco lupo Fenrir (suo fratello nella mitologia nordica, mentre qui invece è solo una gigantesca lupa che funge da cavalcatura della dea). Hela viene definita come la prima donna degli antagonisti principali nei film dell'MCU.

### Televisione
- Hela compare in due episodi della serie animata Avengers - I più potenti eroi della Terra.
- Nella serie Avengers Assemble, Hela è la sovrana dell'oltretomba nel Helheim e comanda un'orda di guerrieri scheletro.

#### Marvel Cinematic Universe
- Una versione alternativa di Hela appare nella seconda stagione della prima serie animata dell'MCU What If...? (2021), doppiata in originale dalla stessa Cate Blanchett[67]. Nell'episodio a lei dedicato (E se . . . Hela avesse trovato i Dieci Anelli) questa versione di Hela si trova esiliata sulla Terra da Odino dopo essere stata privata dei suoi poteri e della sua corona.

### Videogiochi
- Hela appare in Marvel: Avengers Alliance.
- Hela appare come personaggio giocabile in Marvel: Sfida dei campioni.
- Hela appare come personaggio giocabile in Marvel Rivals.

### Annotazioni
1. ↑  Il genere di Fenrir non viene dichiarato all'interno del film, e viene detto essere femmina solo durante le interviste sui dietro le quinte dei film. Tuttavia in un flashback dell'episodio E se . . . Hela avesse trovato i dieci anelli, l'animale viene indicato come maschio[65]

### Fonti
1. 1 2  Il termine volume è usato in lingua inglese, in questo contesto, per indicare le serie, pertanto Vol. 1 sta per prima serie, Vol. 2 per seconda serie e così via.
2. 1 2 3 4 5 6 7 8 9 10 11  Journey into Mystery (Vol. 1) n. 645, dicembre 2012.
3. 1 2  Official Handbook of the Marvel Universe (Vol. 2) n. 5, aprile 1986.
4. 1 2  Marvel Graphic Novel (Vol. 1) n. 15, 1985.
5. 1 2  Thor (Vol. 1) n. 360, ottobre 1985.
6. ↑  Blood of the Fathers, Part Four. Thor n.34, luglio 2023
7. 1 2  Journey into Mystery (Vol. 1) n. 624, agosto 2011.
8. ↑  Thor (Vol. 1) n. 617, gennaio 2011.
9. 1 2  Journey into Mystery (Vol. 1) n. 641, settembre 2012.
10. 1 2  Journey into Mystery (Vol. 1) n. 629, dicembre 2011.
11. 1 2  Thor Annual (Vol. 1) n. 5, settembre 1976.
12. ↑  Journey into Mystery (Vol. 1) n. 102, marzo 1964.
13. ↑  Thor: Son of Asgard (Vol. 1) n. 10-12, gennaio-marzo 2005.
14. 1 2 3  Thor (Vol. 1) n. 150, marzo 1968.
15. ↑  Thor (Vol. 1) n. 154, giugno 1968.
16. ↑  Thor (Vol. 1) n. 177, giugno 1970.
17. ↑  Thor (Vol. 1) n. 184, gennaio 1971.
18. 1 2  Thor (Vol. 1) n. 186, marzo 1971.
19. 1 2  Thor (Vol. 1) n. 188, maggio 1971.
20. ↑  Thor (Vol. 1) n. 189-190, giugno-luglio 1971.
21. ↑  Thor (Vol. 1) n. 199-200, maggio-giugno 1972.
22. ↑  Thor (Vol. 1) n. 201, luglio 1972.
23. ↑  Thor (Vol. 1) n. 251, settembre 1976.
24. ↑  Thor (Vol. 1) n. 274, agosto 1978.
25. ↑  Thor (Vol. 1) n. 277-278, novembre-dicembre 1978.
26. ↑  Defenders (Vol. 1) n. 67-68, gennaio-febbraio 1979.
27. ↑  Thor (Vol. 1) n. 312-314, ottobre-dicembre 1981.
28. ↑  Thor Annual (Vol. 1) n. 10, ottobre 1982.
29. ↑  Thor (Vol. 1) n. 345, luglio 1984.
30. ↑  Thor (Vol. 1) n. 354, aprile 1985.
31. 1 2  Thor (Vol. 1) n. 360-361, ottobre-novembre 1985.
32. ↑  Uncanny X-Men Annual (Vol. 1) n. 9, dicembre 1985.
33. ↑  Thor (Vol. 1) n. 362, dicembre 1985.
34. ↑  Thor (Vol. 1) n. 380, giugno 1987.
35. ↑  Thor (Vol. 1) n. 381-382, luglio-agosto 1987.
36. ↑  New Mutants (Vol. 1) n. 77-78, luglio-agosto 1989.
37. ↑  New Mutants (Vol. 1) n. 79, settembre 1989.
38. ↑  New Mutants (Vol. 1) n. 80-85, ottobre 1989-gennaio 1990.
39. ↑  Thor (Vol. 3) n. 1-5, settembre 2007-gennaio 2008.
40. 1 2  Thor (Vol. 3) n. 12, gennaio 2009.
41. ↑  Dark Reign Files (Vol. 1) n. 1, aprile 2009.
42. ↑  X-Infernus (Vol. 1) n. 1, febbraio 2009.
43. 1 2  Dark Avengers (Vol. 1) n. 8, ottobre 2009.
44. ↑  New Mutants (Vol. 3) n. 11, maggio 2010.
45. ↑  X-Force (Vol. 3) n. 23, marzo 2010.
46. ↑  Siege: Loki (Vol. 1) n. 1, giugno 2010.
47. ↑  X-Factor (Vol. 1) n. 209-212, novembre 2010-febbraio 2011.
48. ↑  X-Factor (Vol. 1) n. 223-224, ottobre 2011
49. ↑  Avengers Prime (Vol. 1) n. 1-5, agosto 2010-marzo 2011.
50. ↑  Chaos War (Vol. 1) n. 2, dicembre 2010.
51. ↑  Chaos War: Ares (Vol. 1) n. 1, febbraio 2011.
52. ↑  Journey into Mystery (Vol. 1) n. 629-631, dicembre 2011-gennaio 2012.
53. ↑  X-Factor (Vol. 1) n. 249-250, febbraio-marzo 2013.
54. ↑  X-Factor (Vol. 1) n. 252, aprile 2013.
55. ↑  X-Factor (Vol. 1) n. 256, luglio 2013.
56. ↑  X-Factor (Vol. 1) n. 261, ottobre 2013.
57. ↑  Angela: Queen of Hel (Vol. 1) n. 1-5, dicembre 2015-aprile 2016.
58. 1 2  Avengers Prime (Vol. 1) n. 2-3, ottobre-novembre 2010.
59. ↑  Thor (Vol. 1) n. 361, novembre 1985.
60. ↑  Thor: Wolves of the North (Vol. 1) n. 1, febbraio 2011.
61. ↑  Thor (Vol. 1) n. 199, maggio 1972.
62. ↑  Ravage 2099 (Vol. 1) n. 12-14, novembre 1993-gennaio 1994.
63. ↑  (EN) Suzanne Simonot, Samuel L. Jackson tipped to return to Gold Coast for Thor: Ragnarok, su Gold Coast Bulletin, 4 febbraio 2016. URL consultato il 15 febbraio 2016 (archiviato dall'url originale il 19 aprile 2016).
64. ↑  (EN) Vincent Frei, THOR – RAGNAROK: ALEXIS WAJSBROT, KYLE MCCULLOCH & JONATHAN FAWKNER – VFX SUPERVISORS – FRAMESTORE, su ART of VFX.
65. ↑  (EN) What if...?: episodio 2x7, E se . . . Hela avesse trovato i Dieci Anelli [What If... Hela Found the Ten Rings?], 28 dicembre 2023,  a 12 min 47 s.
«Father. Why you chained him?»
66. ↑   Thor: Ragnarok, un video dal set con l’Hela di Cate Blanchett, su mangaforever.net, 18 agosto 2016. URL consultato il 15 settembre 2016 (archiviato dall'url originale il 19 agosto 2016).
67. ↑  (EN) What If...? Season 2: Cate Blanchett to return to Marvel Cinematic Universe as Hela? Here's all we know so far, in The Economist Times, 2 gennaio 2023. URL consultato il 28 dicembre 2023.